# Karlstor (München)

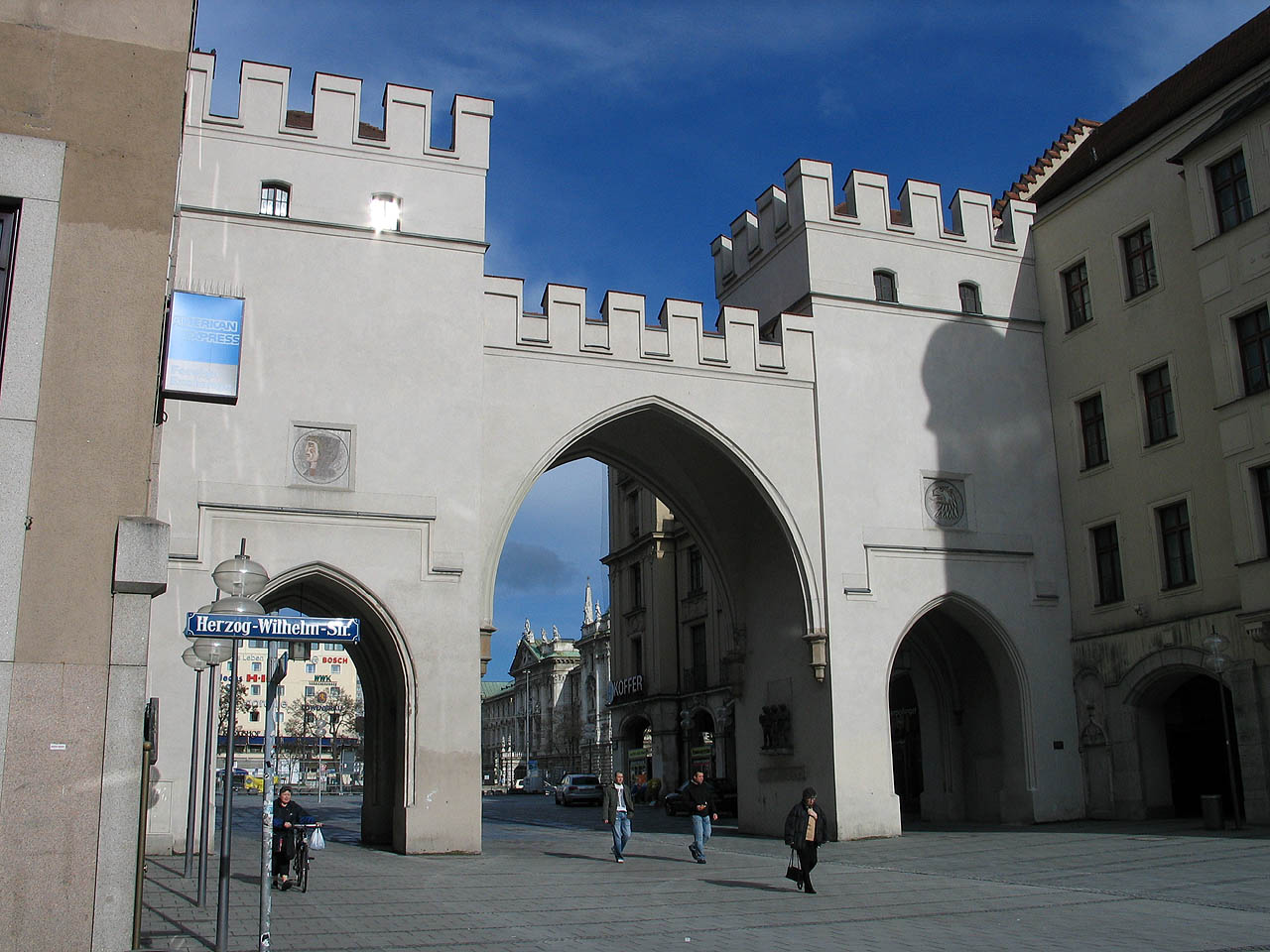
Mặt phía Đông của Karlstor

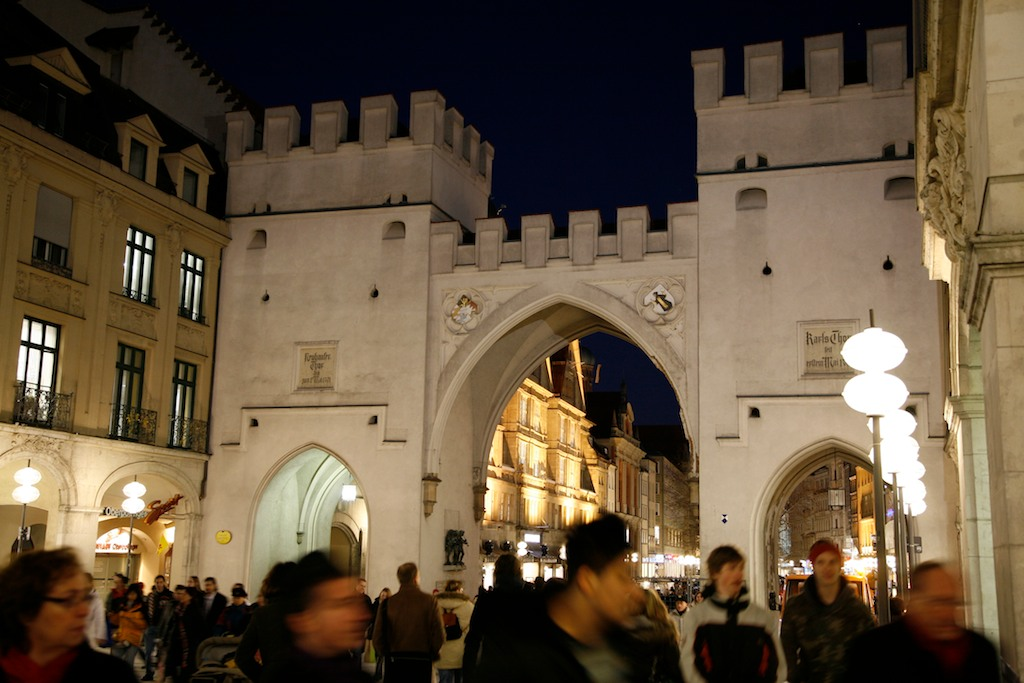
Karlstor về ban đêm

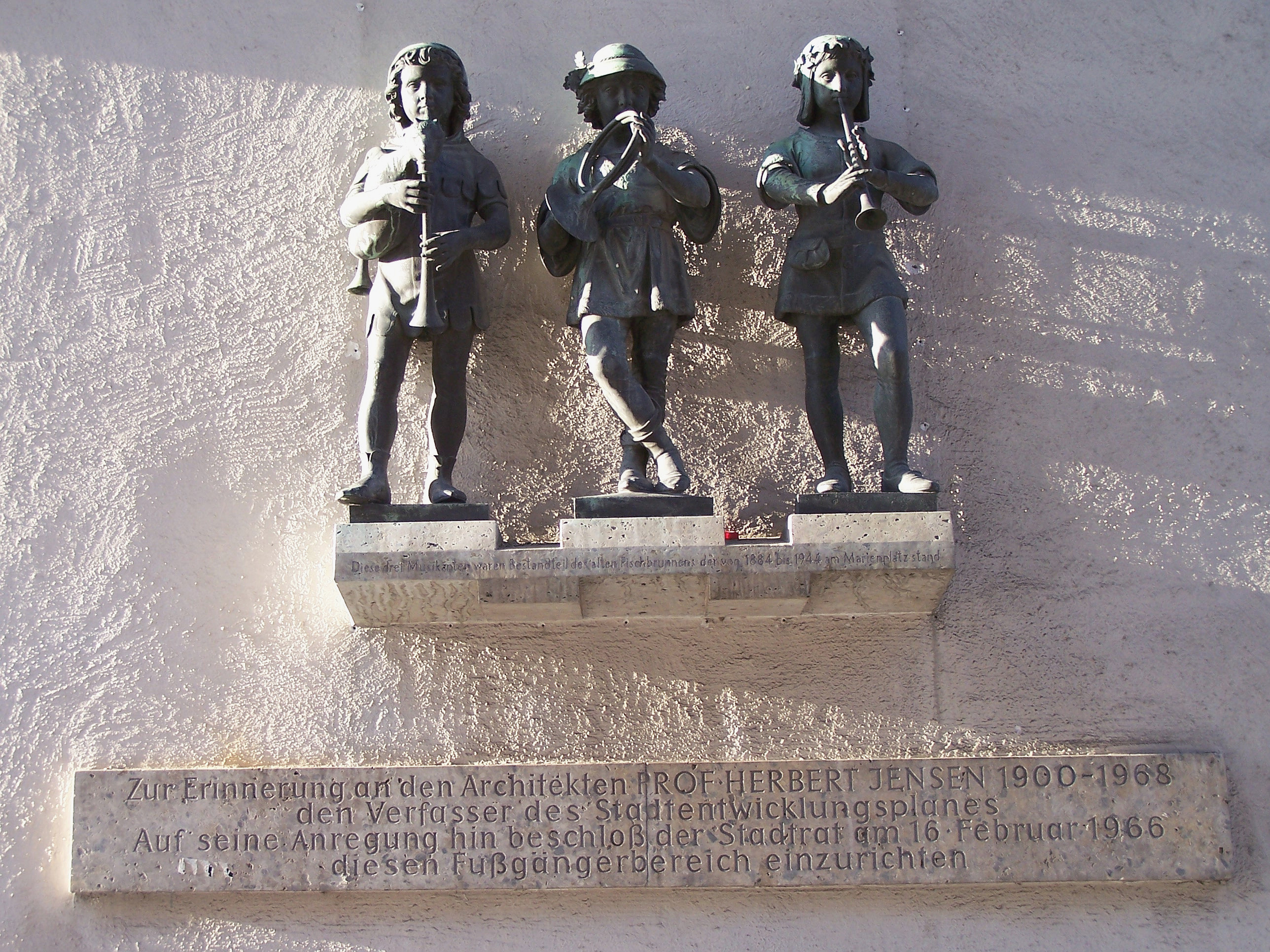
Tượng kỷ niêm ông Herbert Jensen ở mặt Bắc của vòng cổng chính

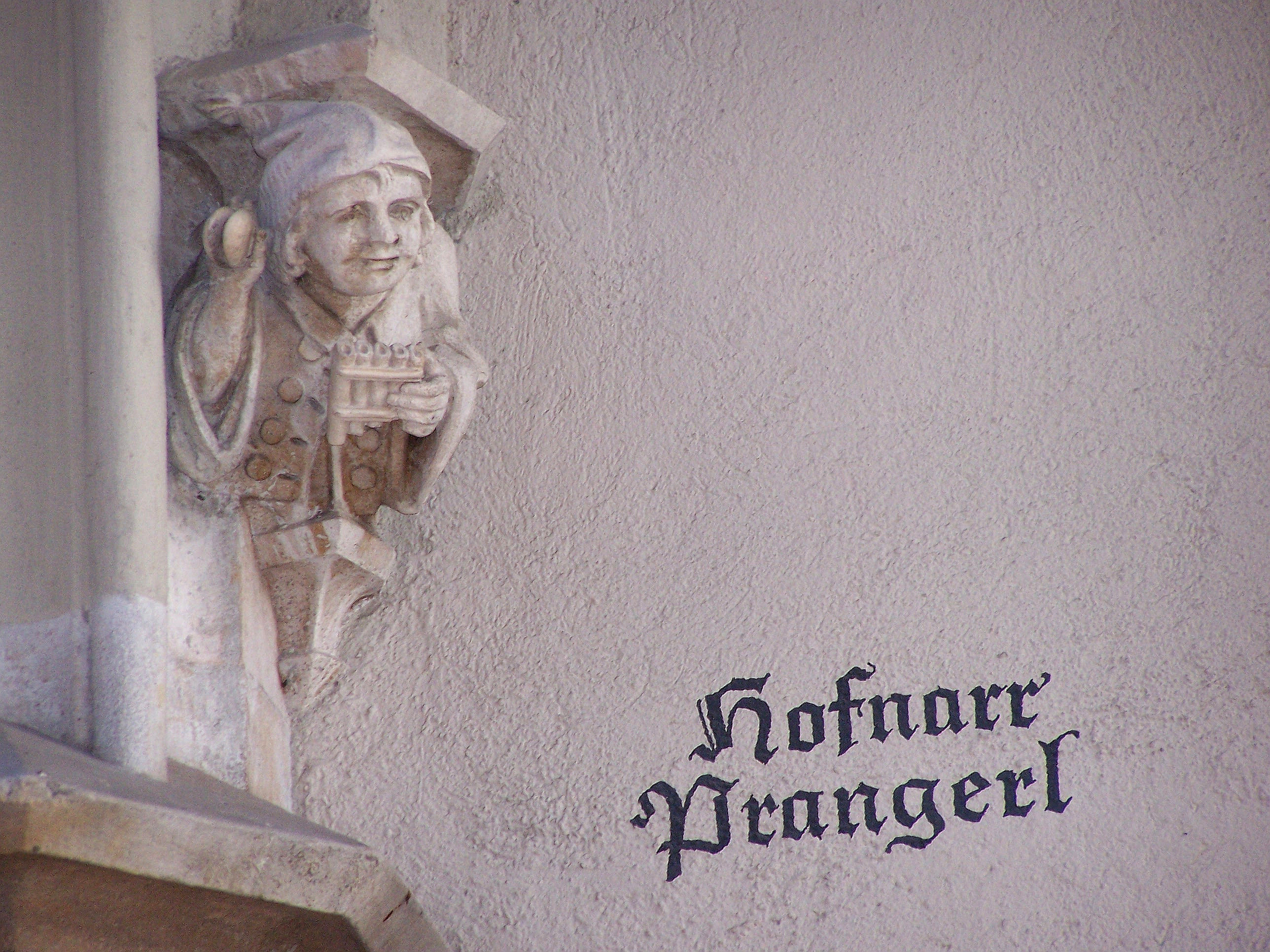
Tượng của một anh hề tại vòng cổng chính

Karlstor (tới năm 1791 được gọi là cổng Neuhauser) là cổng phía Tây của phố cổ ở München.

## Vị trí
Karlstor nằm ở cuối đầu phía Tây của đường Neuhauser tại khu Kreuzviertel, là một phần của Salzstraße. Cổng này là ranh giới giữa phố cổ và Ludwigsvorstadt. Trước Karlstor là công trường Karl (Stachus), bây giờ là một phần của đường vòng phố cổ (Altstadtring).

## Lịch sử
Từ 1285 cho tới 1347 một bức tường thứ 2 được dựng lên ở München trong chương trình mở rộng thành phố, Karlstor, lúc đó được gọi Neuhauser Tor, được hình thành. Karlstor được nhắc tới trong văn kiện lần đầu tiên vào năm 1302. Năm 1791 hai tháp ở hai đầu cổng được xây lại bởi Graf Rumford, hồi đó chỉ huy quân đội Bayern của tuyển hầu tước (Kurfürst) Karl Theodor. Trong năm đó cổng Neuhauser được đổi tên thành Karlstor.
Karlstor bên cạnh cổng Isar và cổng Sendling là một trong 3 cổng thành phố mà còn tồn tại.

## Lưu niệm
Ở mặt Bắc của vòng cổng chính có một tượng kỷ niệm cho ông Herbert Jensen (1900-1968), người mà đề nghị xây một khu đi bộ ở đây.

## Sách báo
- Klaus Gallas: München. Von der welfischen Gründung Heinrichs des Löwen bis zur Gegenwart: Kunst, Kultur, Geschichte. DuMont, Köln 1979, ISBN 3-7701-1094-3 (DuMont-Dokumente: DuMont-Kunst-Reiseführer).